# Lipscani
Lipscani er en gade og en bydel i Bukarest, Rumænien, der i middelalderen var det vigtigste kommercielle centrum for Bukarest og hele Valakiet. Lipscani ligger nær ruinerne af Curtea Veche, bygget af Vlad Dracula.

## Historie
Lipscani blev opkaldt efter Leipzig (Lipsca på 1600-tals-rumænsk), eftersom mange af de varer, der forhandledes på gaden, stammede derfra. Ordet lipscan (ental af Lipscani) kom til at betegne en erhvervsdrivende, der indførte sine varer fra Vesteuropa.
I området fandtes alle typer erhverv, herunder guldsmede, hattemagere, skomagere, garvere og sadelmagere samt mange lav (eller isnafuri) med egne gader; de omkringliggende gader er stadig opkaldt efter bestemte erhverv (Blănari = Buntmagernes gade; Selari = Sadelmagernes gade, osv.).
Under Nicolae Ceaușescus regime var det planlagt, at hele området skulle rives ned, men det blev aldrig til noget. Bydelen blev forsømt, men er i dag det mest attraktive turistområde i hele Bukarest. I 2008 var de fleste af bygningerne blevet renoveret. I begyndelsen af det 21. århundrede blev en stor del af bydelen omdannet til gågade.